# Фредерик Мистрал
 Фредерик Мистрал (на френски: Frédéric Mistral) е френски поет и прозаик, носител на Нобелова награда за литература за 1904 г.

## Биография и творчество
Роден е на 8 септември 1830 година в Прованс, Франция, в семейството на местен земевладелец. Учи в колежа в Авиньон, където се поражда интересът му към провансалските култура и език. Още като ученик пише първите си стихотворения.
След завършване на Юридическия факултет в Университета Екс в Марсилия, започва да се занимава по-сериозно с провансалска литература. През 1854 г. участва в сбирка на провансалските поети във Фонтсегюн. Във Фонтсегюн се появява първото официално литературно движение на фелибристите – „Фелибридж“, в което Фредерик Мистрал заема основно място.
Първото негово произведение, което добива широка известност е поемата „Mirèio“ (Mireille), която създава по легенда.
През 1904 г. получава Нобелова награда за литература за „неговата ярка оригиналност и вдъхновението на поетичното му творчество, с което отразява естествения дух на народа си“. С парите от наградата прави в град Арл колекция за бита, традициите, религиозните вярвания и изкуството на Прованс. През 1909 г. в града е открита негова статуя.
Умира на 25 март 1914 година в Маян, близо до Арл, на 83-годишна възраст. 